# Eric de Doncker
Eric de Doncker (ur. 12 marca 1962 roku w Brukseli) – belgijski kierowca wyścigowy.

## Kariera
De Doncker rozpoczął karierę w międzynarodowych wyścigach samochodowych w 1995 roku od startów w Global GT Championship. Z dorobkiem sześciu punktów uplasował się na 181 pozycji w końcowej klasyfikacji kierowców. W późniejszych latach Belg pojawiał się także w stawce FIA GT Championship, FIA GT3 European Championship, GT4 European Cup, Belgian GT Championship, 24H Zolder, FIA GT3 European Cup, Le Mans Series, 24-godzinnego wyścigu Le Mans, Racecar Euro-Series - Open oraz NASCAR Whelen Euro Series.

## Wyniki w 24h Le Mans
| Rok  | Klasa | Nr | Opony | Samochód              | Zespół               | Partnerzy                    | Okr. | Poz. | Klasa Pos. |
| ---- | ----- | -- | ----- | --------------------- | -------------------- | ---------------------------- | ---- | ---- | ---------- |
| 2010 | GT1   | 61 | M     | Ford GT1 Ford 5.3L V8 | Marc VDS Racing Team | Bas Leinders Markus Palttala | 26   | NU   | NU         |